# جورج الراسي
جورج خليل الراسي (29 يناير 1980 - 27 أغسطس 2022)، هو مغني لبناني من مواليد قرية الشيخ طابا في عكَّار من أب لبناني وأم سورية من بلدة مرمريتا، وهو شقيق الممثلة نادين الراسي وساندرين الراسي، تزوج من عارضة الأزياء البرازيلية الجنسية اللبنانية الأصل جويل حاتم، ورزقا بطفل أسموه «جو»، وأعلنا انفصالهما بعد ذلك.

## النشأة والمسيرة
ولد جورج الراسي في عائلة فنية فوالده الذي طالما شجعه أصله عازف عود وكذلك فعلت أمه التشجيع والدعم نفسه، فتمكن من متابعة قدراته الصوتية والفنية. أول عقد أمضاه جورج الراسي كان في السادسة عشر عام مع نادي «أوبسيون»، لإحياء حفلات فنية إذ كانت هي فرصته الأساسية للقاء الجمهور.
كانت بدايته صعبه للغايه وبدأ رحلته الفعلية مع الفن من البيت الأصفر حيث تربى على يد الملحن الكبير محمد جمال عنبر وحققت أغنيته لا تسألني كيف بغار نجاحاً كبيراً على المستوى العربي وأنتجت له شركة البيت الأصفر أول ألبوم بتمويل من الشيخ أحمد بن نشأت العنان.
اشتهر جورج الراسي بين النوادي اللبنانية بين «لافورتينا» و«الأطلال» وعدة أماكن سياحية «مدرج سفرة» ومهرجان إلياسمين إضافة لمشاركته بالحفلات المنظمة في عدة فنادق.
التقى جورج الراسي عام 1995 بالملحن المشهور سمير قبطي، وأقنعت قدرات جورج سمير، ليصير هذا الأخير منتجه الخاص، فكانت أول ثمرات هذ التعاون أغنية «مين يا حبيبي مين».
وبعدها تدرب على اليد الموسيقار الكبير شاكر الموجي حيث تمكن بالتعاون معه من إنزال البوم «حكاية» الذي كانت معظم أغانيه ملحنة من قبله.
ظهر جورج الراسي لجمهوره ومعجبيه، مغنيا برفقة الشحرورة «صباح»، في غشت بمهرجان ميروبة.
كان جورج الراسي معروفاً في النوادي والفنادق الفاخرة ذلك بعد تعاقده مع ملهى «كارط بلونش» لمدة غير محدودة.
أنتج لصالحه سمير قبطي أيضا أغنيته الثانية، «من غدر الحب»، وقد لاقت نجاحا كبيرا.
تمكن جورج من التعاقد مع شركة «إيمي أرابيا» لفرعها الثاني في لبنان لمتابعة مساره الفني.
في يونيو عام 2016 كشف أنه تعرض لمحاولة اغتيال نجا منها لأسباب ليست سياسية أو فنية بعد تلقبه تهديدات بالقتل لكنه لم يأخذها على محمل من الجد رافضاً توجيه الاتهام لأحد وقال:

## وفاته
تعرَّض فجر يوم السبت 27 أغسطس 2022، لحادث سيرٍ عنيف على طريق المصنع في منطقة البقاع شرق لبنان، على الحدود مع سوريا وأدى إلى وفاته.

## أعماله الفنية

### الألبومات
| الألبوم          | العام | المنتج          |
| ---------------- | ----- | --------------- |
| سهرة الليل       | 1996  | إي إم أي أرابيا |
| حكاية            | 1998  | إي إم أي أرابيا |
| صبت الهدف        | 2000  | هاي كواليتي     |
| ولايمكن          | 2001  | ريلاكس إن       |
| جاي تعتذر        | 2002  | إي إم أي أرابيا |
| كيف أوصفك        | 2003  | لوره ساوند      |
| حمدالله عالسلامة | 2011  | بيرفكت برودكشن  |

### فيديو كليبات
| الأغنية      | المخرج      | المنتج          | العام |
| ------------ | ----------- | --------------- | ----- |
| سهرة الليل   |             | إي أم أي أرابيا | 1996  |
| حكاية        |             | إي أم أي أرابيا | 1998  |
| يا ديب       |             | إي أم أي أرابيا | 2001  |
| جاي تعتذر    |             | لورد ساوند      | 2002  |
| قلبي مات     | فادي حداد   | إنتاج خاص       | 2009  |
| كيف أوصفك    | وليد ناصيف  | لورد ساوند      | 2003  |
| لعيونك حبيبي | فادي حداد   | إنتاج خاص       | 2008  |
| قلبي مات     | فادي حداد   | إنتاج خاص       | 2009  |
| الحب المجنون | كميل طانيوس | لورد ساوند      | 2013  |
| تمرق نتغندر  | فادي حداد   | جارودي ميديا    | 2015  |
| أنت الوجود   | وليد ناصيف  | جارودي ميديا    | 2016  |
| وحدك أنت     | حميد مرعي   | وتري            | 2016  |
| أنت الحب     | كميل طانيوس | لورد ساوند      | 2006  |
| روحي         | فاطمة ضيفي  | إنتاج خاص       | 2019  |
| خليها فبالك  | حميد مرعي   | أرابيكا         | 2020  |
| بعمل بأصلي   | حميد مرعي   | إنتاج خاص       | 2022  |